# Javier García (lekkoatleta)
Javier García Chico (ur. 22 lipca 1966 w Barcelonie) – hiszpański lekkoatleta specjalizujący się w skoku o tyczce, czterokrotny uczestnik letnich igrzysk olimpijskich (Seul 1988, Barcelona 1992, Atlanta 1996, Sydney 2000), brązowy medalista olimpijski z Barcelony w skoku o tyczce.

## Sukcesy sportowe
- czterokrotny mistrz Hiszpanii w skoku o tyczce – 1989, 1990, 1992, 1995[1]
- dziesięciokrotny halowy mistrz Hiszpanii w skoku o tyczce – 1987, 1989, 1990, 1991, 1992, 1993, 1994, 1995, 1997, 2000[2]

| Rok  | Miasto    | Zawody                         | Konkurencja   | Wynik         |
| ---- | --------- | ------------------------------ | ------------- | ------------- |
| 1986 | Hawana    | Mistrzostwa ibero-amerykańskie | skok o tyczce | srebrny medal |
| 1988 | Meksyk    | Mistrzostwa ibero-amerykańskie | skok o tyczce | srebrny medal |
| 1989 | Budapeszt | Halowe mistrzostwa świata      | skok o tyczce | 8. miejsce    |
| 1989 | Duisburg  | Uniwersjada                    | skok o tyczce | brązowy medal |
| 1990 | Glasgow   | Halowe mistrzostwa Europy      | skok o tyczce | 6. miejsce    |
| 1990 | Split     | Mistrzostwa Europy             | skok o tyczce | 5. miejsce    |
| 1991 | Sewilla   | Halowe mistrzostwa świata      | skok o tyczce | 7. miejsce    |
| 1992 | Barcelona | Igrzyska olimpijskie           | skok o tyczce | brązowy medal |
| 1995 | Barcelona | Halowe mistrzostwa świata      | skok o tyczce | 7. miejsce    |
| 1997 | Paryż     | Halowe mistrzostwa świata      | skok o tyczce | 8. miejsce    |
| 1998 | Walencja  | Halowe mistrzostwa Europy      | skok o tyczce | 5. miejsce    |
| 1998 | Lizbona   | Mistrzostwa ibero-amerykańskie | skok o tyczce | brązowy medal |

## Rekordy życiowe
- skok o tyczce – 5,75 – San Cugat del Vallés 03/08/1990
- skok o tyczce (hala) – 5,77 – Grenoble 14/03/1992